# Horusnamn
Horusnamn är den äldsta formen av faraonernas namn. Det är ett av faraos fem namn eller titlar och skrevs oftast med hieroglyfer i en serekh som representerade en palatsfasad med falkguden Horus uppflugen ovanpå eller bredvid. Många av de äldsta egyptiska faraonerna är endast kända via denna titel. Farao ansågs vara det jordiska förkroppsligandet av Horus. Under det Nya riket skrevs ofta Horusnamnet utan den omslutande serekhen.